# Pedro de Felipe
Pedro Eugenio de Felipe Cortés (Madrid, España, 18 de julio de 1944-Madrid, España, 12 de abril de 2016) fue un futbolista y agente de futbolistas español. 

## Sus inicios
Ingresó siendo un niño en las categorías inferiores del Real Madrid. Con 16 años ya llamaba la atención por su carácter expeditivo. Los técnicos de la Casa Blanca le vieron como el perfecto recambio de Santamaría, que ya empezaba a dar síntomas de envejecimiento. Se marchó cedido al Rayo Vallecano, para volver en 1964. Con el Madrid debutaría en octubre de ese año en un encuentro ante el Oviedo. En el conjunto blanco permanecería hasta 1972.
"El chino", apodo con el que era conocido por los rasgos orientales de sus ojos, hizo valer su extraordinaria condición física y su valentía para afianzarse como defensa central. “Usted ha venido a hacer lo que sabe. No se complique la vida”, le dijo el técnico Miguel Muñoz. Y le hizo caso: la única multa que le pusieron como merengue fue por pasar del centro del campo y desobedecerle. De Felipe cuajó su mejor partido en las semifinales de la Copa de Europa ante el Inter de Milán. Tuvo una magnífica y muy trabajada actuación secando a Peiró y dando una sensación de invulnerabilidad que agotó a los italianos. En la temporada 1969-70, su nombre saltó a la palestra en la primera jornada de Liga. El sorteo deparó un Madrid-Barça para comenzar la temporada. A los cinco minutos, Bustillo, un joven delantero recién aterrizado en el club azulgrana, había marcado dos goles. Pero en la segunda parte, una acción con De Felipe acabó con el blaugrana lesionado de gravedad. Hubo tal reacción en Barcelona, que Juan Antonio Samaranch, delegado nacional de Deportes, vio la jugada en el NO-DO con el propio De Felipe y el gerente blanco Antonio Calderón: vieron la repetición 20 veces. Finalmente, el madridista no sería sancionado por esa acción.
De Felipe también sería víctima de una lesión en el menisco que acabaría, con el tiempo, siendo parte importante de su salida del Madrid. Eso (Benito le iría arrebatando el puesto poco a poco) y un roce con Santiago Bernabéu días antes de la final de la Recopa de Europa en 1971. Saldría del Madrid rumbo al Espanyol de Barcelona en 1972, en donde estaría con los Periquitos hasta la campaña 1977-78, mostrando su clase. Tras retirarse como futbolista, fue secretario técnico del club perico, también secretario general del Almería, representante de firmas deportivas y agente de jugadores en los últimos tiempos.

## Vida personal
Jugaba de defensa, quien fuera jugador del Real Madrid desde 1964 a 1972, y del Espanyol, desde 1972 hasta 1978, falleció el 12 de abril de 2016, sobre las 6:30, en Madrid por culpa de un cáncer. Campeón de Europa con el Real Madrid de los Ye-Yé en 1966 ante el Partizán de Yugoslavia (2-1), el 11 de mayo de 1966 final jugada en el Estadio Heysel de Bruselas, Bélgica. Fue una pieza clave en la defensa del Real Madrid que dominó el fútbol español en la década de los 60. Junto a Araquistáin, Pachín, Sanchís, Pirri, Amancio y Paco Gento entre otros, De Felipe perteneció al equipo yeyé. Una generación de futbolistas blancos que dominó este deporte en España en la década de los 60.Fue, además, una vez internacional.
El central se casó dos veces.De su primer matrimonio tuvo 4 hijos : Pedro, Alejandro, David y Jorge (agente FIFA). Posteriormente mantuvo su última relación matrimonial con Laritza, de nacionalidad cubana, de la que nació su hijo menor Daniel, de 14 años de edad, con el que compartió la mayoría de sus últimos años de vida junto a su madre.
El que fuera jugador de fútbol se dedicó sus últimos años parcialmente a temas futbolísticos y a proseguir la carrera futbolística de su hijo menor Daniel.
Era el primo del abuelo de Miguel de Felipe Martín.

## Muerte
Falleció el 12 de abril de 2016 a causa de un cáncer. Fue enterrado su pueblo Horche (Guadalajara).

### Condolencias: El Madrid muestra su pésame a la familia de De Felipe
Pedro de Felipe, quien fuera jugador del Real Madrid desde 1964 a 1972, falleció en Madrid a los 71 años de edad. Formado en las categorías inferiores del club, triunfó en el primer equipo al convertirse en una de las referencias defensivas del Real Madrid yeyé. Su gran trabajo en la zaga le permitió ganar una Copa de Europa, cinco Ligas y una Copa de España durante sus ocho temporadas como madridista.
El Real Madrid se une al dolor de su familia y muestra su pésame por su fallecimiento.
Florentino Pérez: "Pedro de Felipe, siempre en nuestra memoria"
Hoy todos los madridistas sentimos una enorme tristeza por el adiós de Pedro de Felipe, un jugador emblemático e inolvidable.

## Trayectoria
- Rayo Vallecano de Madrid
- 1964-72 Real Madrid Club de Fútbol
- 1972-78 Real Club Deportivo Español

## Palmarés

### Campeonatos nacionales
| Título             | Club              | Año     |
| ------------------ | ----------------- | ------- |
| Campeonato de Liga | Real Madrid C. F. | 1964-65 |
| Campeonato de Liga | Real Madrid C. F. | 1966-67 |
| Campeonato de Liga | Real Madrid C. F. | 1967-68 |
| Campeonato de Liga | Real Madrid C. F. | 1968-69 |
| Copa               | Real Madrid C. F. | 1969-70 |
| Campeonato de Liga | Real Madrid C. F. | 1971-72 |

### Campeonatos internacionales
| Título         | Equipo            | Año     |
| -------------- | ----------------- | ------- |
| Copa de Europa | Real Madrid C. F. | 1965-66 |

## Internacionalidades
- 1 vez internacional con España, en un partido contra Turquía, en Estambul, el 17 de octubre de 1973.